# David Buckley
David Buckley (Londra, 7 giugno 1976) è un compositore britannico.

## Biografia
Il primo contatto diretto di Buckley con la musica è stato quando è entrato a far parte del coro della colonna sonora diretta da Peter Gabriel per il film L'ultima tentazione di Cristo. Ha continuato gli studi musicali all'Università di Cambridge. Nel 2006 si trasferisce a Los Angeles per collaborare ad una serie di colonne sonore dirette dal compositore Harry Gregson-Williams che includono film come Shrek, Gone Baby Gone, Giù per il tubo e Number 23. Oltre che con Gregson-Williams, si è occupato anche delle musiche aggiuntive di alcune colonne sonore di Danny Elfman, come American Hustle - L'apparenza inganna, Big Eyes e tutta la trilogia della serie di romanzi di E. L. James iniziata con Cinquanta sfumature di grigio.
Oltre che del cinema, si è anche occupato di televisione, lavorando alle colonne sonore delle serie televisive The Good Wife, il suo spin-off The Good Fight e Evil. 

## Filmografia

### Cinema
- Il regno proibito (The Forbidden Kingdom), regia di Rob Minkoff (2008)
- Blood Creek, regia di Joel Schumacher (2009)
- From Paris with Love, regia di Pierre Morel (2010)
- The Town, regia di Ben Affleck (2010)
- Trespass, regia di Joel Schumacher (2011)
- ATM - Trappola mortale, (ATM), regia di David Brooks (2012)
- Gone, regia di Heitor Dhalia (2012)
- Parker, regia di Taylor Hackford (2013)
- Grimsby - Attenti a quell'altro (Grimsby), regia di Louis Leterrier (2016)
- Jason Bourne, regia di Paul Greengrass (2016)
- The Nice Guys, regia di Shane Black (2016)
- Papillon, regia di Michael Noer (2017)
- Arctic - Un'avventura glaciale (Arctic), regia di Aaron Woodley (2019)
- Attacco al potere 3 - Angel Has Fallen (Angel Has Fallen), regia di Ric Roman Waugh (2019)
- Greenland, regia di Ric Roman Waugh (2020)
- Il giorno sbagliato (Unhinged), regia di Derrick Borte (2020)
- Io sono nessuno (Nobody), regia di Il'ja Najšuller (2021)
- Gli alberi della pace (Trees of Peace), regia di Alanna Brown (2022)

### Televisione
- The Good Wife – serie TV, 146 episodi (2010-2016)
- Coma, regia di Mikael Salomon - miniserie TV (2012)
- Proof – serie TV, 10 episodi (2015)
- BrainDead - Alieni a Washington (BrainDead) – serie TV, 13 episodi (2016)
- The Good Fight – serie TV, 60 episodi (2017-2022)
- The Gifted – serie TV, 29 episodi (2017-2019)
- Evil – serie TV (2019-in corso)
- The Stranger, regia di Daniel O'Hara e Hannah Quinn – miniserie TV (2020)
- Avvocato di difesa - The Lincoln Lawyer (The Lincoln Lawyer) – serie TV (2022-in corso)
- The Sandman – serie TV (2022-in corso)
- Your Honor – serie TV, 10 episodi (2023)

### Videogiochi
- Shrek e vissero felici e contenti (Shrek Forever After) (2010)
- Call of Duty: Ghosts (2013)
- Batman: Arkham Knight (2015)
- Batman: Arkham VR (2016)